# 石井忠清
石井 忠清（いしい ただきよ）は、戦国時代の武将。九州千葉氏次いで龍造寺氏の重臣。石井駿河守忠義の嫡男。肥前国佐嘉郡飯盛城主。

## 来歴
生年は不明。
当初、父駿河守忠義と共に、肥前国小城郡司千葉氏の戚臣であったが、佐嘉郡を根拠とした有力国衆龍造寺氏の台頭に伴って、盟友鍋島氏と共にこれを支持した。
享禄3年（1530年）の田手畷の戦いでは、鍋島清久・清房父子と共に、赤熊毛を被り、鬼面を着けた奇襲隊を指揮して、龍造寺家兼隊の危機を救い、その勝利に貢献する。これを契機に、龍造寺家純の四女を継室に迎え、鍋島氏と共に龍造寺氏の重臣に列せられることになった。
龍造寺家兼および隆信が、国衆や家臣の叛乱により、佐賀城を追われて、筑後国に亡命した際にも、鍋島氏と共に、龍造寺氏の再興を図って挙兵するなど、龍造寺氏興隆期の功臣として重きをなした。
実弟石見守忠繁、三河守義昌、駿河守忠本、尾張守兼清（忠房）と共に「石井党」という同族武士団を形成し、一門繁栄の礎を築いた。
なお、孫に陽泰院彦鶴姫（嫡男・兵部少輔常延の次女）がおり、佐賀藩祖鍋島直茂の正室に迎えられ、初代藩主鍋島勝茂の生母となる。
なお、同じ諱の石井蔵人忠清は、和泉守忠清の実弟・駿河守忠本（石井四男家）の子である。

## 系譜
石井嫡男家（嫡家）系譜

①石井和泉守忠清ー②兵部少輔常延ー③刑部少輔常忠ー④大膳亮信易ー⑤三右衛門尉忠易（養子）ー⑥五左衛門常諦ー⑦藤左衛門常任ー⑧藤左衛門常通ー⑨藤左衛門常利（養子）ー⑩藤左衛門常庸ー⑪藤左衛門常賢ー⑫敬助常香ー⑬三右衛門忠紹（養子）ー⑭栄之進忠明ー⑮文右衛門常暢（養子）ー⑯昌吉郎常超ー⑰亀彦